# Feriola insularis
Feriola insularis là một loài ruồi trong họ Tachinidae.